# Спекулятивний реалізм
Спекулятивний реалізм, деколи відомий як постконтинентальна філософія— це рух у сучасній континентальній філософії, яка відповідає твердженню, що існує реальність, незалежна від наших уявлень або нашої суб'єктивності. Таким чином, він протистоїть так званому «кореляціонізму», тобто тезі про те, що ми маємо доступ до світу лише як до змісту нашої свідомості, виступаючи проти панівних форм посткантіанської філософії.
Спекулятивний реалізм отримав свою назву під час конференції, що відбулася в Голдсмітському коледжі Лондонського університету в квітні 2007 року. Модератором конференції був Альберто Тоскано з Голдсмітського коледжу, а також виступили Рей Брасьє з Американського університету Бейрута, Ієн Гамільтон Ґрант з Університету Західної Англії, Ґрем Гарман з Американського університету в Каїрі, та Квентін Мейясу з Вищої нормальної школи у Парижі. Назву «спекулятивний реалізм» зазвичай приписують Брасьє , хоча Мейясу вже використовував термін «спекулятивний матеріалізм» для опису своєї позиції. 